# Progarypus marginatus
Espèce
Progarypus marginatus est une espèce de pseudoscorpions de la famille des Hesperolpiidae.

## Distribution
Cette espèce est endémique de la région de Valparaíso au Chili. Elle se rencontre vers Algarrobo.

## Description
Progarypus marginatus mesure de 2,7 à 2,8 mm.

## Publication originale
- Beier, 1964 : Die Pseudoscorpioniden-Fauna Chiles. Annalen des Naturhistorischen Museums in Wien, vol. 67, p. 307-375 (texte intégral).